# Jorca
Jorca es un paraje situado en el monte de Prellezo, en el municipio cántabro de Val de San Vicente (España). Es una zona de repoblación de pinos. En este lugar hay un vértice geodésico que marca 211,10 m s. n. m. desde la base del pilar. Se accede a este punto desde Prellezo de Abajo, tomando un camino que va al monte.